# Nazionale femminile di calcio del Paraguay
La nazionale di calcio femminile del Paraguay  è la rappresentativa calcistica femminile internazionale del Paraguay, gestita dalla locale federazione calcistica (APF).
In base alla classifica emessa dalla FIFA il 15 marzo 2023, la nazionale femminile occupa il 50º posto del FIFA/Coca-Cola Women's World Ranking.
Come membro del CONMEBOL, partecipa a vari tornei di calcio internazionali, come al campionato mondiale FIFA, alla Copa América Femenina, ai Giochi olimpici estivi e ai tornei a invito.

## Storia
La nazionale femminile del Paraguay giocò la sua prima partita internazionale il 1º marzo 1998 in occasione dell'esordio nel campionato sudamericano 1998, battendo l'Uruguay per 3-2. Nell'edizione 2006 del campionato sudamericano la nazionale paraguayana ottenne il suo miglior risultato, classificandosi al quarto posto finale. Dopo aver superato il primo girone classificandosi al secondo posto, disputò il girone finale con Argentina, Brasile e Uruguay, pareggiando a reti inviolate la sfida alle argentine e perdendo le altre due, chiudendo al quarto posto. Nel 2007 la nazionale paraguayana prese parte per la prima volta al torneo femminile di calcio ai XV Giochi panamericani, concludendo il torneo con l'ultimo posto nel girone B del turno preliminare. Nel 2019 il Paraguay tornò a partecipare al torneo femminile di calcio ai XVIII Giochi panamericani: dopo aver vinto il proprio girone nel turno preliminare, la nazionale paraguayana perse prima la semifinale dall'Argentina e poi la finale per il terzo posto dalla Costa Rica, terminando così al quarto posto ai piedi del podio.

## Partecipazione ai tornei internazionali
Legenda: Grassetto: Risultato migliore, Corsivo: Mancate partecipazioni